# Tour de Norvège (2011)
Pour les articles homonymes, voir Tour de Norvège.
Le Tour de Norvège est une course cycliste par étapes masculine disputée en Norvège. Créé en 2011, il fait partie de l'UCI Europe Tour, en catégorie 2.2, puis 2.HC. Un Tour de Norvège était déjà organisé entre 1983 et 1992.
À partir de la saison 2019, la course fusionne avec le Tour des Fjords pour former une nouvelle course par étapes de six jours qui couvre tous les comtés du sud de la Norvège. La course n'avait auparavant eu lieu que dans l'Est de la Norvège. La première édition de la nouvelle course a lieu du 28 mai au 2 juin 2019. En 2020, l'épreuve intègre l'UCI ProSeries, le deuxième niveau du cyclisme international. Un temps annoncé annulé pour des raisons financières, le Tour de Norvège est dans un deuxième temps maintenu au programme pour compenser l'arrêt de la manche de Stavanger des Hammer Series, mais est finalement annulé en raison de la pandémie de maladie à coronavirus.

## Palmarès
| Année | Vainqueur            | Deuxième             | Troisième             |                  |
| ----- | -------------------- | -------------------- | --------------------- | ---------------- |
| 2011  | Wilco Kelderman      | Daniel Foder         | Vegard Robinson Bugge |                  |
| 2012  | Edvald Boasson Hagen | Simon Clarke         | Lars Petter Nordhaug  |                  |
| 2013  | Edvald Boasson Hagen | Sérgio Paulinho      | Sondre Holst Enger    |                  |
| 2014  | Maciej Paterski      | Marc de Maar         | Bauke Mollema         |                  |
| 2015  | Jesper Hansen        | Edvald Boasson Hagen | David López García    |                  |
| 2016  | Pieter Weening       | Edvald Boasson Hagen | Sondre Holst Enger    |                  |
| 2017  | Edvald Boasson Hagen | Simon Gerrans        | Pieter Weening        |                  |
| 2018  | Eduard Prades        | Alexander Kamp       | Edvald Boasson Hagen  |                  |
| 2019  | Alexander Kristoff   | Kristoffer Halvorsen | Edvald Boasson Hagen  |                  |
| 2020  | annulé/abandonné     | annulé/abandonné     | annulé/abandonné      | annulé/abandonné |
| 2021  | Ethan Hayter         | Ide Schelling        | Mike Teunissen        |                  |
| 2022  | Remco Evenepoel      | Jay Vine             | Luke Plapp            |                  |
| 2023  | Ben Tulett           | Magnus Sheffield     | Thibau Nys            |                  |
| 2024  | Axel Laurance        | Bart Lemmen          | Ådne Holter           |                  |